# 今村博
今村 博（いまむら ひろし、1963年7月3日 - ）は、大阪府出身の俳優。血液型はAB型。

## 主な出演

### テレビドラマ
- 部長刑事 朝日放送
- 先生お・み・ご・と!（1982年4月16日 - 10月8日（25回）、関西テレビ） -（悪ガキトリオ 松井明夫）]
- 青春INGS関西テレビ
- 必殺仕事人IV（1983年10月21日 - 1984年8月24日（43回）朝日放送）
- 心はいつもラムネ色（1984年10月1日 - 1985年3月30日、NHK大阪）NHK連続テレビ小説 -（若手漫才師 岩下）
- 銀河テレビ小説「愛してよろしいですか」（NHK総合、1984年）
- 序の舞・新春ドラマスペシャル 開局25周年記念番組 テレビ朝日
- 凶学の巣2 土曜ワイド劇場：森村誠一 テレビ朝日

### 映画
- 誘拐報道

### 舞台
- 梅田コマ劇場美空ひばり特別公演 ひばりミュージカル 水仙の詩